# Società Sportiva Formia 1992-1993
Questa voce raccoglie le informazioni riguardanti  la Società Sportiva Formia nelle competizioni ufficiali della stagione 1992-1993.

## Rosa
| N. |                   | Ruolo | Calciatore            |
| -- | ----------------- | ----- | --------------------- |
|    | Italia (bandiera) | C     | Roberto Cacciatore    |
|    | Italia (bandiera) | A     | Simone Cadamuro       |
|    | Italia (bandiera) | D     | Lorenzo Calabria      |
|    | Italia (bandiera) | C     | Fabio Cascarino       |
|    | Italia (bandiera) | D     | Giancarlo Cinetto     |
|    | Italia (bandiera) | C     | Giovanni Costa        |
|    | Italia (bandiera) | C     | Massimo De Angelis    |
|    | Italia (bandiera) | P     | Cristiano Della Longa |
|    | Italia (bandiera) | C     | Pietro Di Trapano     |
|    | Italia (bandiera) | C     | Ivano Fusco           |
|    | Italia (bandiera) | A     | Giacomo Galli         |
|    | Italia (bandiera) | D     | Giovanni Iovino       |

| N. |                   | Ruolo | Calciatore           |  |
| -- | ----------------- | ----- | -------------------- |  |
|    | Italia (bandiera) | D     | Vincenzo La Manna    |  |
|    | Italia (bandiera) | D     | Stefano Liquidato    |  |
|    | Italia (bandiera) | D     | Sandro Luceri        |  |
|    | Italia (bandiera) | C     | Carlo Marchetto      |  |
|    | Italia (bandiera) | A     | Massimiliano Messina |  |
|    | Italia (bandiera) | C     | Salvatore Monaco     |  |
|    | Italia (bandiera) | D     | Juan Carlos Moretti  |  |
|    | Italia (bandiera) | P     | Giuseppe Nioi        |  |
|    | Italia (bandiera) | C     | Salvatore Ragonese   |  |
|    | Italia (bandiera) | D     | Pasquale Salerno     |  |
|    | Italia (bandiera) | D     | Giovanni Serao       |  |